# Liste der Auszeichnungen und Nominierungen von GFriend
Dies ist eine Liste der Auszeichnungen und Nominierungen der südkoreanischen Girlgroup GFriend, die 2015 von Source Music gegründet wurde.
GFriend erhielt bisher 102 Nominierungen und davon 28 Auszeichnungen. Außerdem konnte die Gruppe 71 Mal Platz 1 bei einer Musik-Show erreichen.

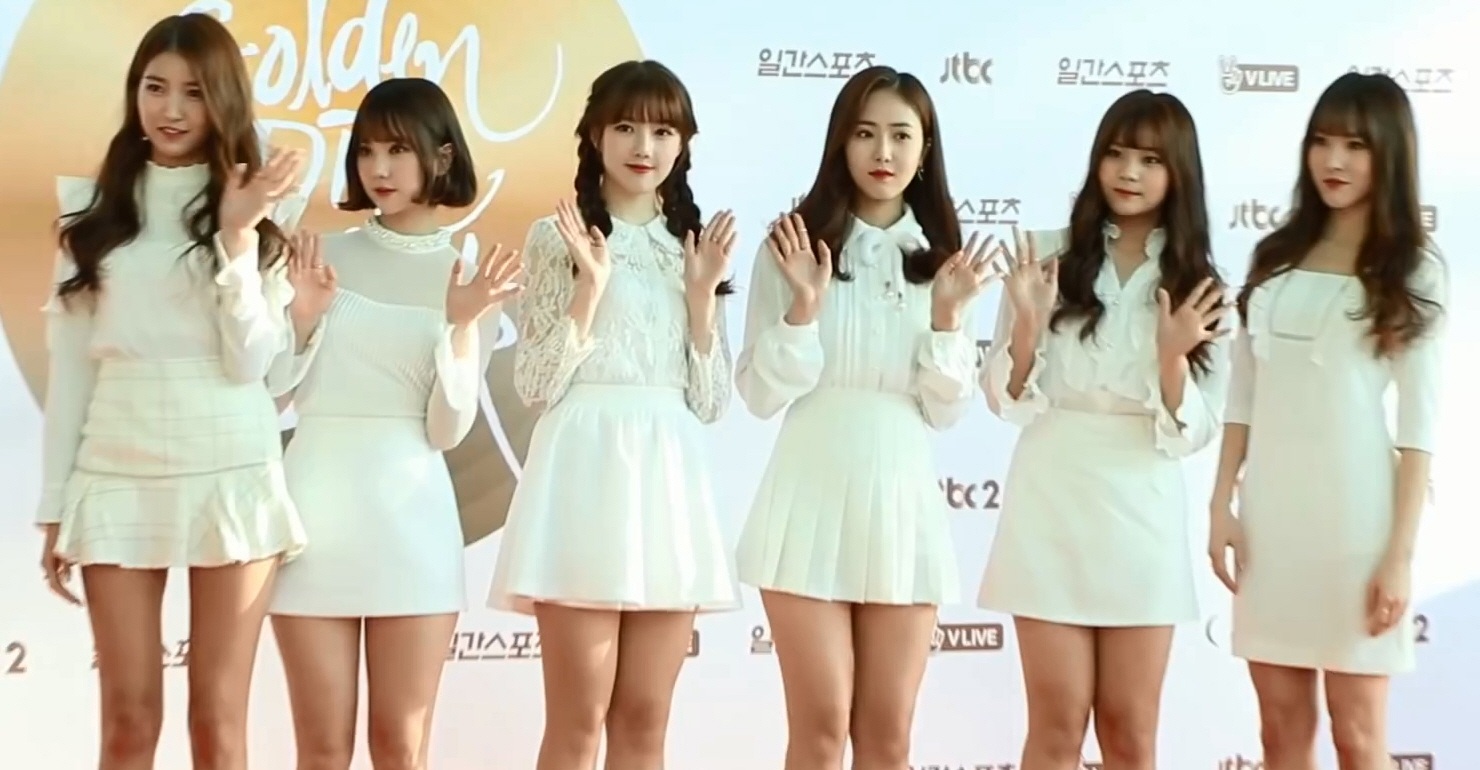
GFriend bei den Golden Disk Awards 2017

## Südkorea

### Asia Artist Awards
| Jahr | Kategorie                              | Für     | Ergebnis  | Quelle |
| ---- | -------------------------------------- | ------- | --------- | ------ |
| 2016 | Most Popular Artists (Singer) – Top 50 | GFriend | Nominiert | [ 1 ]  |
| 2017 | Most Popular Artists (Singer) – Top 50 | GFriend | Nominiert | [ 2 ]  |

### Gaon Chart Music Awards
| Jahr | Kategorie                       | Für                     | Ergebnis  | Quelle |
| ---- | ------------------------------- | ----------------------- | --------- | ------ |
| 2016 | New Artist of the Year (Female) | GFriend                 | Gewonnen  | [ 3 ]  |
| 2017 | Song of the Year – January      | Rough                   | Gewonnen  | [ 4 ]  |
| 2017 | Song of the Year – July         | Navillera               | Nominiert | [ 5 ]  |
| 2018 | Song of the Year – March        | Fingertip               | Nominiert | [ 6 ]  |
| 2018 | Song of the Year – August       | Love Whisper            | Nominiert | [ 6 ]  |
| 2019 | Song of the Year – April        | Time for the Moon Night | Nominiert | [ 7 ]  |

### Golden Disk Awards
| Jahr | Kategorie                     | Für                     | Ergebnis  | Quelle |
| ---- | ----------------------------- | ----------------------- | --------- | ------ |
| 2016 | New Artist of the Year        | GFriend                 | Gewonnen  | [ 8 ]  |
| 2016 | Popularity Award              | GFriend                 | Nominiert | [ 9 ]  |
| 2016 | Global Popularity Award       | GFriend                 | Nominiert | [ 9 ]  |
| 2017 | Digital Daesang               | Rough                   | Nominiert | [ 10 ] |
| 2017 | Digital Bonsang               | Rough                   | Gewonnen  | [ 11 ] |
| 2017 | Disk Bonsang                  | LOL                     | Nominiert | [ 10 ] |
| 2017 | Popularity Award              | GFriend                 | Nominiert | [ 10 ] |
| 2017 | Asian Choice Popularity Award | GFriend                 | Nominiert | [ 10 ] |
| 2018 | Disk Bonsang                  | The Awakening           | Nominiert | [ 12 ] |
| 2018 | Global Popularity Award       | GFriend                 | Nominiert | [ 12 ] |
| 2018 | Best Female Group             | GFriend                 | Gewonnen  | [ 13 ] |
| 2019 | Disk Daesang                  | Time for the Moon Night | Nominiert | [ 14 ] |
| 2019 | Best Girl Group               | GFriend                 | Gewonnen  | [ 15 ] |
| 2020 | Album Bonsang                 | Time for Us             | Nominiert | [ 16 ] |
| 2020 | Popularity Award              | GFriend                 | Nominiert | [ 16 ] |

### M2 X Genie Music Awards
| Jahr | Kategorie             | Für     | Ergebnis  | Quelle |
| ---- | --------------------- | ------- | --------- | ------ |
| 2019 | The Female Group      | GFriend | Nominiert | [ 17 ] |
| 2019 | The Performing Artist | GFriend | Nominiert | [ 17 ] |

### Melon Music Awards
| Jahr | Kategorie                 | Für                     | Ergebnis  | Quelle |
| ---- | ------------------------- | ----------------------- | --------- | ------ |
| 2015 | Best New Artist (Female)  | GFriend                 | Gewonnen  | [ 18 ] |
| 2016 | Artist of the Year        | GFriend                 | Nominiert | [ 19 ] |
| 2016 | Album of the Year         | Snowflake               | Nominiert | [ 19 ] |
| 2016 | Song of the Year          | Rough                   | Nominiert | [ 19 ] |
| 2016 | Best Dance (Female)       | Rough                   | Gewonnen  | [ 20 ] |
| 2016 | Top 10 Artists            | GFriend                 | Gewonnen  | [ 20 ] |
| 2016 | Netizen Popularity Award  | GFriend                 | Nominiert | [ 19 ] |
| 2016 | Kakao Hot Star            | GFriend                 | Nominiert | [ 19 ] |
| 2017 | Top 10 Artists            | GFriend                 | Nominiert | [ 21 ] |
| 2017 | Kakao Hot Star            | GFriend                 | Nominiert | [ 21 ] |
| 2017 | 1theK Performance Award   | GFriend                 | Gewonnen  | [ 22 ] |
| 2018 | Song of the Year          | Time for the Moon Night | Nominiert | [ 23 ] |
| 2018 | Best Music Video          | Time for the Moon Night | Gewonnen  | [ 24 ] |
| 2019 | Best Dance Track (Female) | Sunrise                 | Nominiert | [ 25 ] |

### Mnet Asian Music Awards
| Jahr | Kategorie                             | Für          | Ergebnis  | Quelle |
| ---- | ------------------------------------- | ------------ | --------- | ------ |
| 2015 | Best New Female Artist                | GFriend      | Nominiert | [ 26 ] |
| 2015 | Artist of the Year                    | GFriend      | Nominiert | [ 26 ] |
| 2016 | Best Female Group                     | GFriend      | Nominiert | [ 27 ] |
| 2016 | Best Dance Performance – Female Group | Rough        | Gewonnen  | [ 28 ] |
| 2016 | Song of the Year                      | Rough        | Nominiert | [ 27 ] |
| 2016 | Artist of the Year                    | GFriend      | Nominiert | [ 27 ] |
| 2016 | Worldwide Favourite Artist            | GFriend      | Nominiert | [ 27 ] |
| 2017 | Best Female Group                     | GFriend      | Nominiert | [ 29 ] |
| 2017 | Artist of the Year                    | GFriend      | Nominiert | [ 29 ] |
| 2017 | Best Dance Performance – Female Group | Love Whisper | Nominiert | [ 29 ] |
| 2017 | Song of the Year                      | Love Whisper | Nominiert | [ 29 ] |
| 2018 | Best Female Group                     | GFriend      | Nominiert | [ 30 ] |
| 2018 | Artist of the Year                    | GFriend      | Nominiert | [ 30 ] |
| 2019 | Best Female Group                     | GFriend      | Nominiert | [ 31 ] |
| 2019 | Artist of the Year                    | GFriend      | Nominiert | [ 31 ] |
| 2019 | Worldwide Fans’ Choice Top 10         | GFriend      | Nominiert | [ 31 ] |
| 2019 | Song of the Year                      | Sunrise      | Nominiert | [ 31 ] |
| 2019 | Best Dance Performance – Female Group | Sunrise      | Nominiert | [ 31 ] |

### Seoul Music Awards
| Jahr | Kategorie               | Für     | Ergebnis   | Quelle |
| ---- | ----------------------- | ------- | ---------- | ------ |
| 2016 | Best New Artist         | GFriend | Gewonnen   | [ 32 ] |
| 2016 | Popularity Award        | GFriend | Nominiert  | [ 33 ] |
| 2016 | Hallyu Special Award    | GFriend | Nominiert  | [ 33 ] |
| 2016 | Bonsang Award           | GFriend | Nominiert  | [ 33 ] |
| 2017 | Daesang Award           | GFriend | Nominiert  | [ 34 ] |
| 2017 | Bonsang Award           | GFriend | Gewonnen   | [ 35 ] |
| 2017 | Hallyu Special Award    | GFriend | Nominiert  | [ 34 ] |
| 2017 | Popularity Award        | GFriend | Nominiert  | [ 34 ] |
| 2018 | Bonsang Award           | GFriend | Nominiert  | [ 36 ] |
| 2018 | Popularity Award        | GFriend | Nominiert  | [ 36 ] |
| 2018 | Hallyu Special Award    | GFriend | Nominiert  | [ 36 ] |
| 2019 | Bonsang Award           | GFriend | Nominiert  | [ 37 ] |
| 2019 | Popularity Award        | GFriend | Nominiert  | [ 37 ] |
| 2019 | K-Wave Popularity Award | GFriend | Nominiert  | [ 37 ] |
| 2019 | Dance Performance Award | GFriend | Gewonnen   | [ 38 ] |
| 2020 | Bonsang Award           | GFriend | Nominiert  | [ 39 ] |
| 2020 | Popularity Award        | GFriend | Nominiert  | [ 39 ] |
| 2020 | K-Wave Popularity Award | GFriend | Nominiert  | [ 39 ] |
| 2021 | Bonsang Award           | GFriend | Ausstehend | [ 40 ] |
| 2021 | Popularity Award        | GFriend | Ausstehend | [ 40 ] |
| 2021 | K-Wave Popularity Award | GFriend | Ausstehend | [ 40 ] |

### Soribada Best K-Music Awards
| Jahr | Kategorie           | Für     | Ergebnis  | Quelle |
| ---- | ------------------- | ------- | --------- | ------ |
| 2017 | Daesang Award       | GFriend | Nominiert | [ 41 ] |
| 2017 | Bonsang Award       | GFriend | Gewonnen  | [ 42 ] |
| 2017 | Popularity Award    | GFriend | Nominiert | [ 41 ] |
| 2018 | Bonsang Award       | GFriend | Nominiert | [ 43 ] |
| 2018 | Popularity Award    | GFriend | Nominiert | [ 43 ] |
| 2018 | Global Fandom Award | GFriend | Nominiert | [ 43 ] |
| 2020 | Bonsang Award       | GFriend | Gewonnen  | [ 44 ] |

### The Fact Music Awards
| Jahr | Kategorie          | Für     | Ergebnis | Quelle |
| ---- | ------------------ | ------- | -------- | ------ |
| 2019 | Artist of the Year | GFriend | Gewonnen | [ 45 ] |

## International

### Break Tudo Awards
| Jahr | Kategorie          | Für     | Ergebnis  | Quelle |
| ---- | ------------------ | ------- | --------- | ------ |
| 2019 | K-Pop Female Group | GFriend | Nominiert | [ 46 ] |
| 2020 | K-Pop Female Group | GFriend | Nominiert | [ 47 ] |

### Japan Gold Disc Awards
| Jahr | Kategorie          | Für     | Ergebnis | Quelle |
| ---- | ------------------ | ------- | -------- | ------ |
| 2019 | Best 3 New Artists | GFriend | Gewonnen | [ 48 ] |

### MTV Europe Music Awards
| Jahr | Kategorie       | Für     | Ergebnis  | Quelle |
| ---- | --------------- | ------- | --------- | ------ |
| 2015 | Best Korean Act | GFriend | Nominiert | [ 49 ] |
| 2016 | Best Korean Act | GFriend | Nominiert | [ 50 ] |
| 2017 | Best Korean Act | GFriend | Gewonnen  | [ 51 ] |

### YinYueTai V-Chart Awards
| Jahr | Kategorie      | Für     | Ergebnis | Quelle |
| ---- | -------------- | ------- | -------- | ------ |
| 2016 | Top New Artist | GFriend | Gewonnen | [ 52 ] |

## Sonstige Awards

### Asia Model Awards
| Jahr | Kategorie          | Für     | Ergebnis | Quelle |
| ---- | ------------------ | ------- | -------- | ------ |
| 2018 | Popular Star Award | GFriend | Gewonnen | [ 53 ] |

### Korean Cultural Entertainment Awards
| Jahr | Kategorie                        | Für     | Ergebnis | Quelle |
| ---- | -------------------------------- | ------- | -------- | ------ |
| 2016 | Most Excellent KPOP Singer Award | GFriend | Gewonnen | [ 54 ] |

### Korean Producers & Directors Association (KPDA) Awards
| Jahr | Kategorie                | Für     | Ergebnis | Quelle |
| ---- | ------------------------ | ------- | -------- | ------ |
| 2016 | Best Program Guest Award | GFriend | Gewonnen | [ 55 ] |

### MBC Show Champion Awards
| Jahr | Kategorie        | Für     | Ergebnis | Quelle |
| ---- | ---------------- | ------- | -------- | ------ |
| 2015 | Most Appearances | GFriend | Gewonnen | [ 56 ] |

### MTN Broadcast Advertising Awards
| Jahr | Kategorie               | Für     | Ergebnis | Quelle |
| ---- | ----------------------- | ------- | -------- | ------ |
| 2016 | The Women CF Star Award | GFriend | Gewonnen | [ 57 ] |

### SBS MTV The Show Awards
| Jahr | Kategorie         | Für     | Ergebnis | Quelle |
| ---- | ----------------- | ------- | -------- | ------ |
| 2017 | Best of Best View | GFriend | Gewonnen | [ 58 ] |

### V Live Awards
| Jahr | Kategorie                        | Für     | Ergebnis  | Quelle |
| ---- | -------------------------------- | ------- | --------- | ------ |
| 2018 | Global Artist Top 10             | GFriend | Gewonnen  | [ 59 ] |
| 2019 | Global Artist Top 10             | GFriend | Nominiert | [ 60 ] |
| 2019 | Channel with 1 million followers | GFriend | Nominiert | [ 60 ] |

## Musik-Shows

### Inkigayo
| Jahr | Datum       | Titel                   |
| ---- | ----------- | ----------------------- |
| 2016 | 7. Februar  | Rough                   |
| 2016 | 21. Februar | Rough                   |
| 2016 | 28. Februar | Rough                   |
| 2016 | 24. Juli    | Navillera               |
| 2016 | 31. Juli    | Navillera               |
| 2016 | 7. August   | Navillera               |
| 2017 | 13. August  | Love Whisper            |
| 2018 | 13. Mai     | Time for the Moon Night |
| 2018 | 20. Mai     | Time for the Moon Night |
| 2019 | 27. Januar  | Sunrise                 |
| 2019 | 14. Juli    | Fever                   |
| 2020 | 16. Februar | Crossroads              |

### M Countdown
| Jahr | Datum         | Titel                   |
| ---- | ------------- | ----------------------- |
| 2016 | 4. Februar    | Rough                   |
| 2016 | 11. Februar   | Rough                   |
| 2016 | 18. Februar   | Rough                   |
| 2016 | 21. Juli      | Navillera               |
| 2016 | 28. Juli      | Navillera               |
| 2016 | 4. August     | Navillera               |
| 2017 | 21. September | Summer Rain             |
| 2018 | 10. Mai       | Time for the Moon Night |
| 2019 | 24. Januar    | Sunrise                 |
| 2019 | 11. Juli      | Fever                   |
| 2020 | 13. Februar   | Crossroads              |
| 2020 | 20. Februar   | Crossroads              |
| 2020 | 23. Juli      | Apple                   |

### Music Bank
| Jahr | Datum       | Titel                   |
| ---- | ----------- | ----------------------- |
| 2016 | 5. Februar  | Rough                   |
| 2016 | 12. Februar | Rough                   |
| 2016 | 19. Februar | Rough                   |
| 2016 | 26. Februar | Rough                   |
| 2016 | 22. Juli    | Navillera               |
| 2016 | 29. Juli    | Navillera               |
| 2016 | 12. August  | Navillera               |
| 2017 | 11. August  | Love Whisper            |
| 2018 | 11. Mai     | Time for the Moon Night |
| 2018 | 18. Mai     | Time for the Moon Night |
| 2019 | 25. Januar  | Sunrise                 |
| 2019 | 12. Juli    | Fever                   |
| 2020 | 14. Februar | Crossroads              |

### Show! Music Core
| Jahr | Datum      | Titel                   |
| ---- | ---------- | ----------------------- |
| 2018 | 12. Mai    | Time for the Moon Night |
| 2018 | 19. Mai    | Time for the Moon Night |
| 2019 | 26. Januar | Sunrise                 |
| 2019 | 13. Juli   | Fever                   |

### Show Champion
| Jahr | Datum        | Titel                   |
| ---- | ------------ | ----------------------- |
| 2016 | 3. Februar   | Rough                   |
| 2016 | 17. Februar  | Rough                   |
| 2016 | 24. Februar  | Rough                   |
| 2016 | 20. Juli     | Navillera               |
| 2016 | 10. August   | Navillera               |
| 2017 | 9. August    | Love Whisper            |
| 2018 | 9. Mai       | Time for the Moon Night |
| 2018 | 16. Mai      | Time for the Moon Night |
| 2019 | 23. Januar   | Sunrise                 |
| 2019 | 10. Juli     | Fever                   |
| 2020 | 19. Februar  | Crossroads              |
| 2020 | 22. Juli     | Apple                   |
| 2020 | 18. November | Mago                    |

### The Show
| Jahr | Datum         | Titel                   |
| ---- | ------------- | ----------------------- |
| 2016 | 2. Februar    | Rough                   |
| 2016 | 16. Februar   | Rough                   |
| 2016 | 19. Juli      | Navillera               |
| 2016 | 2. August     | Navillera               |
| 2016 | 9. August     | Navillera               |
| 2017 | 14. März      | Fingertip               |
| 2017 | 11. April     | Fingertip               |
| 2017 | 8. August     | Love Whisper            |
| 2017 | 19. September | Summer Rain             |
| 2018 | 8. Mai        | Time for the Moon Night |
| 2019 | 22. Januar    | Sunrise                 |
| 2019 | 9. Juli       | Fever                   |
| 2020 | 11. Februar   | Crossroads              |
| 2020 | 18. Februar   | Crossroads              |
| 2020 | 21. Juli      | Apple                   |
| 2020 | 17. November  | Mago                    |